# Bobby Blackwood
Robert Rankin Blackwood (Edimburgo, 20 agosto 1934 – Edimburgo, 25 giugno 1997) è stato un calciatore scozzese, di ruolo ala.

## Caratteristiche tecniche
È stato un'ala destra.

## Carriera
Con gli Hearts vinse due campionati scozzesi (1957–58 e 1959–60) e una coppa di lega (1958–59).

## Palmarès

### Competizioni nazionali
- Scottish Premiership: 2

Hearts: 1957-1958, 1959-1960
- Scottish League Cup: 1

Hearts: 1958-1959